# Forum Gummersbach
Das Forum Gummersbach ist ein innerstädtisches Einkaufszentrum in der nordrhein-westfälischen Kreisstadt Gummersbach.

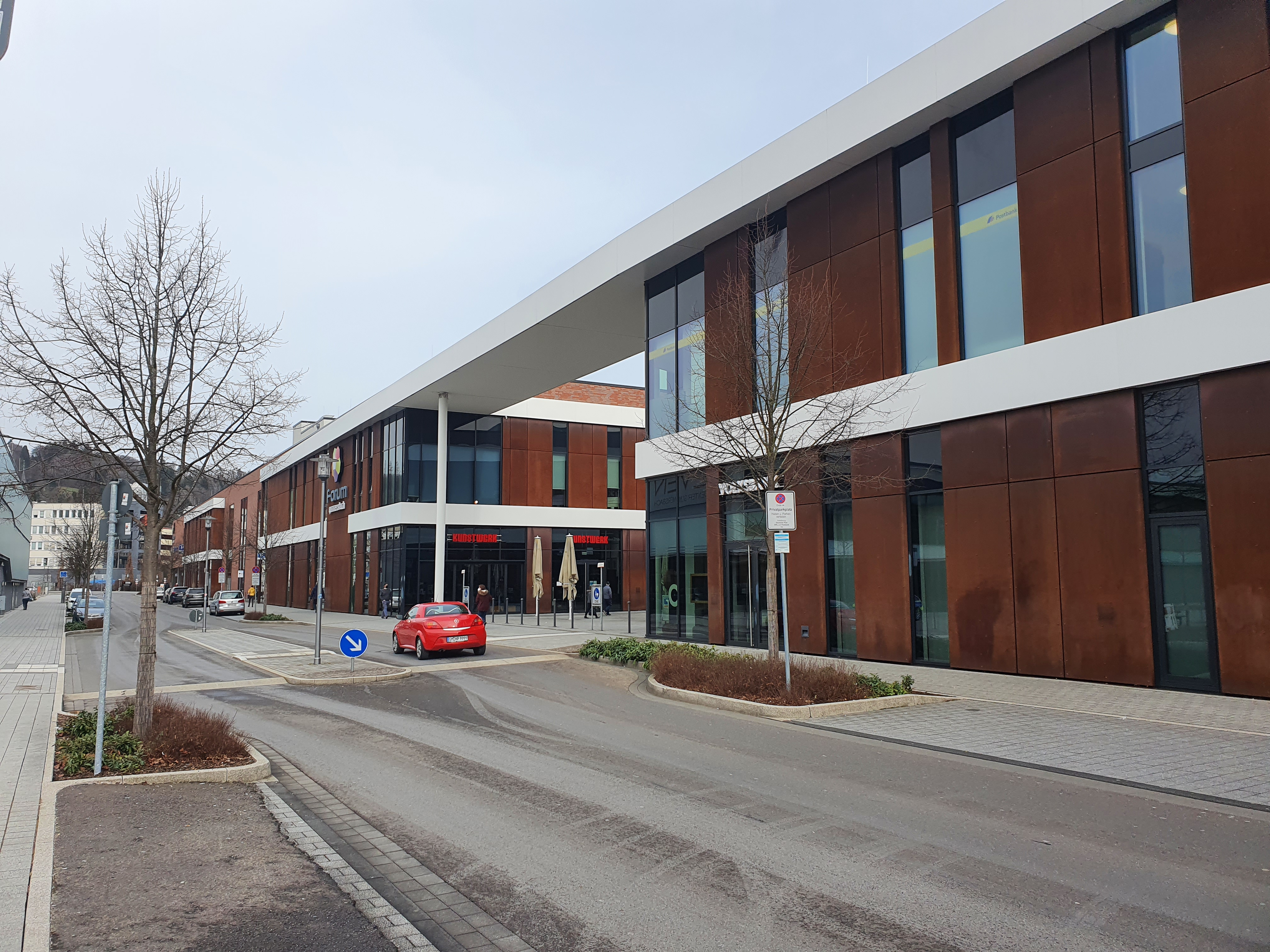
Blick vom Steinmüllergelände aus auf das Forum

Es befindet sich auf dem Gelände des ehemaligen Unternehmens Steinmüller. Das Einkaufszentrum verfügt über 15.000 m² Verkaufsfläche. Ankermieter sind Saturn, Kult, Müller und die regionale Supermarktkette Dornseifer. Durch das Forum verläuft eine neu errichtete Fußgängerzone, die als wichtigste Verbindung das Steinmüllergelände an den älteren Teil der Gummersbacher Innenstadt anbindet. Im Norden des Einkaufszentrums befindet sich eine weitere Verbindung zum älteren Teil der Innenstadt. Das Parkhaus des Forums verfügt über 1450 Autostellplätze.
Das Einkaufszentrum ist über den unmittelbar angrenzenden Bahnhof Gummersbach und Busbahnhof an den ÖPNV angeschlossen. Nach langjähriger Planung wurde im August 2013 mit dem Bau des Einkaufszentrums begonnen, im Juni 2015 erfolgte die Fertigstellung. Anfang September 2015 wurde das 80 Millionen Euro teure Forum durch den Projektentwickler HBB eröffnet.